# ژانگ بوهنگ
ژانگ بوهنگ (چینی: 张博恒؛ زادهٔ ۴ مارس ۲۰۰۰) ژیمناست هنری اهل چین است.